# Ivan Sršen
Ivan Sršen (Metković, 1992. június 9. –) horvát válogatott kézilabdázó, az RK Zagreb játékosa.

## Pályafutása

### Klubcsapatokban
Ivan Sršen Metkovićében született és pályafutása során hazájában kézilabdázott a Varteks Varaždin, valamint a Nexe Našice csapatában is. Denis Buntić pótlására utóbbi csapattól vette kölcsön fél évre a Pick Szeged 2018 januárjában. A szezon végén bajnoki címet ünnepelhetett a Tisza-parti csapattal. 2018 nyarán egy évre kölcsönbe az RK Zagrebhez került.

### A válogatottban
2011-ben tagja volt a korosztályos világbajnokságon nyolcadik helyezett junior-válogatottnak. 2018-ban a horvát válogatott tagjaként aranyérmet szerzett a Mediterrán játékokon.